# Lista animalelor dispărute din România
Următoarele animale sunt considerate ca dispărute de pe teritoriul românesc:
A

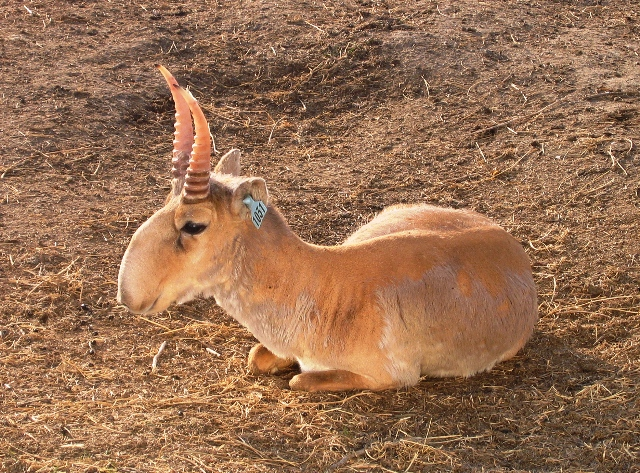
Antilopa Saiga

- Antilopa Saiga (Saiga tatarica tatarica)

- Archaeopteryx, prima pasăre din Europa[2]

B
- Balaurul bondoc[3]
- Bobacul sau marmota de stepă (Marmota bobak)

- Bourul (Bos primigenius)
- Bradycneme draculae

C

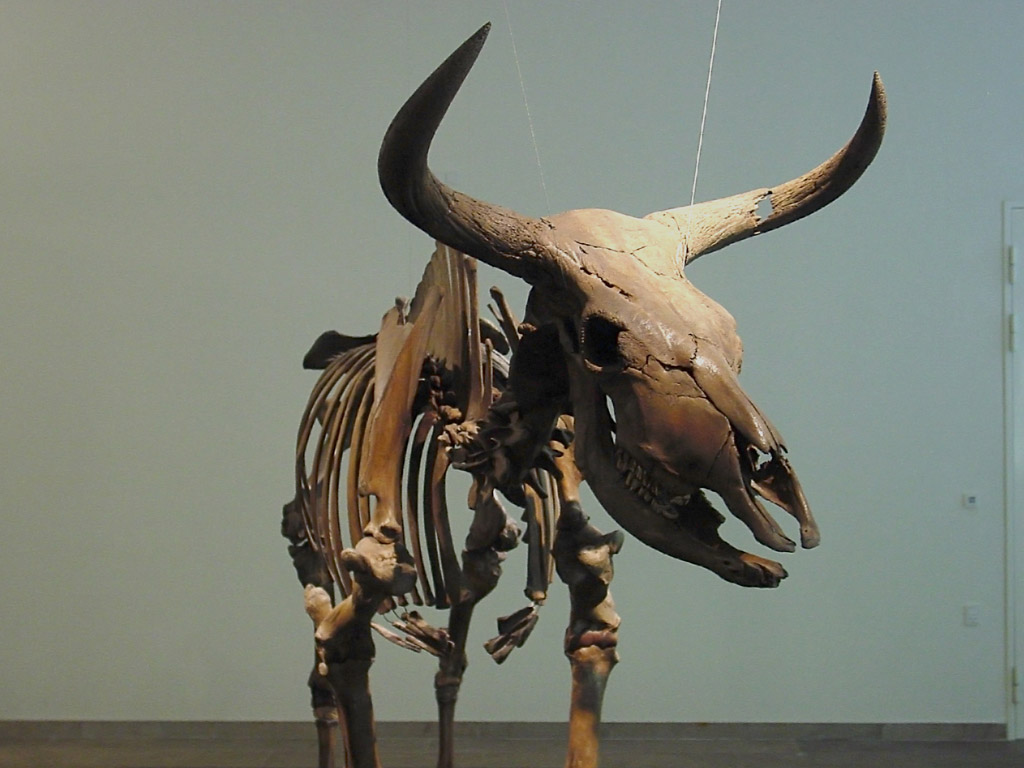
Bourul

- Colunul sau măgarul sălbatic mongol ori măgarul asiatic (Equus hemionus hemionus)

D
- Dropia de Bărăgan (Otis tarda)
- Deinotherium

E
- Elanul (Alces alces alces)
- Elopterix

F

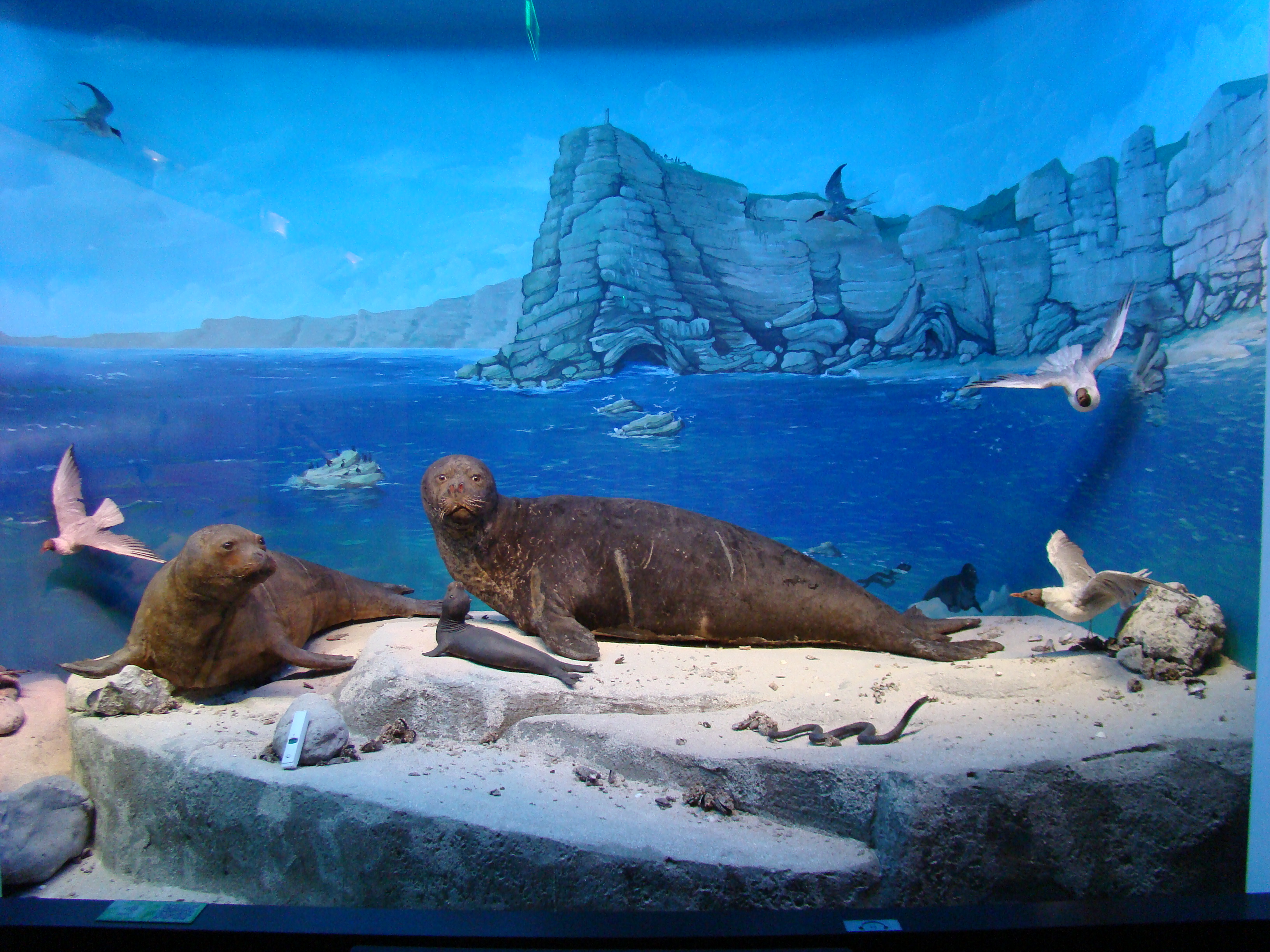
Dioramă cu foci-călugăr la Muzeul Național de Istorie Naturală „Grigore Antipa”

- Foca de Marea Neagră sau foca călugăriță (Monachus monachus albiventer)

G
- Gasterosteus crenobiontus

H
- Hiena de peșteră
- Heptasteornis
- Hatzegopteryx

I
J
L
- Leul de peșteră

M
- Magyarosaurus

N
O
P
Porcușorul lui Antipa
R
- Rabdodon

S
- Struthiosaurus transylvanicus

T
- Tarpanul sau calul sălbatic european (Equus ferus ferus)
- Telmatosaurus

U
- Ursus spelaeus

V
- Vultur sur
- Vultur negru

Z
- Zalmoxes robustus (Dinozaurul pitic)[2]
- Zăgan